# Ромодановське сільське поселення
Ромода́новське сільське поселення (рос. Ромодановское сельское поселение) — муніципальне утворення у складі Ромодановського району Мордовії, Росія. Адміністративний центр та єдиний населений пункт — селище Ромоданово.

## Історія
2 квітня 2014 року Ромодановське міське поселення перетворено в Ромодановське сільське поселення.

## Населення
Населення — 8802 особи (2019, 9410 у 2010, 9871 у 2002).